# Länsväg 174
De Zweedse weg 174 (Zweeds: Länsväg 174) is een provinciale weg in de provincie Västra Götalands län in Zweden en is circa 33 kilometer lang.

## Plaatsen langs de weg
- Dingle
- Bovallstrand
- Hunnebostrand
- Väjern
- Kungshamn

## Knooppunten
- Länsväg 165 bij Dingle (begin)
- E6 bij Dingle
- Länsväg 171 bij Hunnebostrand